# Pier Jacopo Martello
Pier ou Pietro Jacopo Martello (né à Bologne le 28 avril 1665 et mort dans la même ville le 10 mai 1727) est un poète et dramaturge italien.

## Biographie
Pier Jacopo Martello est né à Bologne le 28 avril 1665. Il est le fils de Giovanni Battista, médecin et docteur en philosophie et de Margherita Giacomini, tous deux mariés en secondes noces le 21 décembre 1662.
Pier Jacopo se consacre aux études littéraires. Le peintre Carlo Cignani, qui vivait dans la maison de la famille Martello, a contribué à sa formation culturelle et l'a initié à la lecture des classiques italiens. Il a également étudié le droit et la philosophie à l'université de Bologne.
Ses premières tentatives littéraires concernent le domaine de la poésie encouragé par Eustache Manfredi et le marquis Giovanni Giuseppe Orsi, principaux animateurs de la cellule « Renia » de Bologne de l'Académie d'Arcadie à laquelle Martello est associé en 1698 sous le nom de Mirtillo Dianidio. Ses écrits de jeunesse comme la compositions Gli occhi di Gesù (« Les yeux de Jésus ») appartiennent à la production encomiastico-religieuse fréquente au XVIIe siècle.
Au début du XVIIIe siècle Pier Jacopo Martello commence à écrire des œuvres pour le théâtre. En 1697, année où il est nommé Chancelier du Sénat de Bologne. il commence à étudier les tragédies grecques, latines et françaises. Les premières tragédies ont été imprimées en 1709 à Rome où il s'est installé en 1708, nommé secrétaire de l'ambassadeur de Bologne auprès du Saint-Siège et où il est resté pendant une dizaine d'années.
Pour ces drames, Pier Jacopo Martello a conçu un vers composé de deux heptasyllabes et a ajouté la Rima. Le « vers Martello », correspond au vers alexandrin utilisé en France au XVIe siècle par les poètes de la Pléiade et les grands dramaturges. Afin d'éviter les critiques, Martello rédige un traité, Del vers tragico, dans lequel il justifie la tragédie en vers martelés. Sa proposition est condamnée par Giuseppe Baretti, Gravina et surtout Maffei qui en 1713 propose comme alternative l'utilisation d'hendécasyllabes libres, comme dans son Mérope, qui devient l'étalon canonique du théâtre dramatique italien.
En 1710, Pier Jacopo Martello publie Canzoniere, composé pour la mort de son fils Giovanbattista (appelé Osmino dans le livre) ; pour ces paroles, Martello est comparé par Giacinto Spagnoletti à Giosuè Carducci et Giuseppe Ungaretti.
En 1713, il se rend à Paris, à la suite du délégué papal Pompeo Aldrovandi à la cour de France. Il a l'occasion de rencontrer l'abbé Conti et de connaître le théâtre français.
La critique, ancienne et moderne, n'a pas reconnu en Pompeo Aldrovandi une vocation tragique, trouvant plus de succès aux comédies, en particulier Che bei pazzi ! et Lo starnuto di Ercole (« L'éternuement d'Hercule »), définies par Walter Binni (it) « des comédies de chambre ou littéraires ». Ces comédies sont des satires polies de la poésie et de la société arcadienne. Après le retour à Bologne (1718) il compose des œuvres satiriques : la Femia sentenziato contre Maffei et La rima vendicata contre Gravina.
À Bologne, Martello a occupé le poste de secrétaire principal du Sénat et s'est consacré à l'édition complète de ses œuvres en sept volumes.
Pier Jacopo Martello est mort à Bologne le 10 mai 1727.

## Œuvres

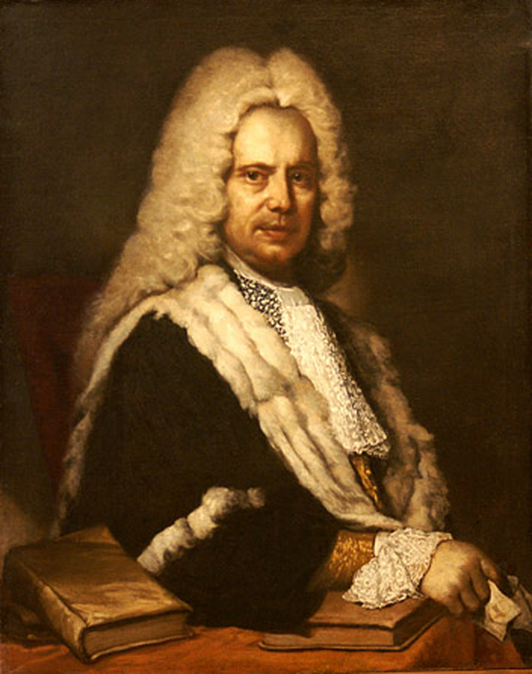
Scipione Maffei.

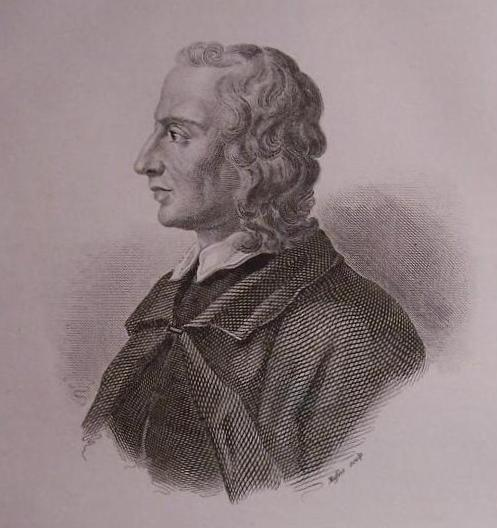
Giovanni Vincenzo Gravina.

L'« opera omnia » de Pier Jacopo Martello a été publié dans (it) Opere di Pier Jacopo Martello, Bologne, Stamperia di Lelio dalla Volpe, 1723-1735, 7 volumes.
- Thome I :DELLA TRAGEDIA ANTICA E MODERNA
  - Vita dell'Autore.
  - Dialogo della Tragedia antica, e moderna, o sia l'Impostore.
- Thome II et III : TEATRO ITALIANO
  - Trattato del Verso tragico.
  - La Perselide.
  - Il Procolo.
  - L'Ifigenia in Tauris.
  - La Rachele.
  - L'Alceste.
  - Il Gesù perduto.
  - La morte di Nerone.
  - Il M. Tullio Cicerone.
  - L'Edipo Coloneo.
  - Il Sifara.
  - L'Adria.
  - Il Q. Fabio.
  - I Taimingi.
- Thome IV et V : SEGUITO DEL TEATRO ITALIANO
  - L'Arianna.
  - Il Catone tratto dall'Inglese dell'Adisson.
  - Che bei Pazzi.
  - Il David in Corte.
  - L'Elena casta.
  - L'Edipo tiranno.
  - La Morte.
  - Il Perseo in Samotracia.
  - Il Piato dell'H.
  - A Re malvagio Consiglier peggiore.
  - La Rima vendicata.
  - Lo Starnuto di Ercole.
  - Il vero Parigino Italiano.
  - Del Volo dialogo.
  - Dedicazione di tutta l'Opera al Senato di Bologna
- Thome VI et VII : VERSI E PROSE
  - Degli Occhi di Gesù, lib. sei.
  - Il Tasso, o della vana Gloria.
  - Morte di Pò Cane mormusse.
  - Sermoni della Poetica.
  - Il Commentario.
  - Il Canzoniere.
  - L'Euripide lacerato.
  - Il Fior d'Agatone.